# بيدرو خيسوس رودريغيز
بيدرو خيسوس رودريغيز (بالإسبانية: Pedro Jesús Rodríguez)‏ هو محامي وسياسي تشيلي، ولد في 25 سبتمبر 1907 في فالبارايسو في تشيلي، وتوفي في 7 يوليو 1982 في سانتياغو في تشيلي. حزبياً، نشط في الحزب الديمقراطي المسيحي (تشيلي).